# ورزشگاه احمدو بلو
استادیوم احمدو بلو (به لاتین: Ahmadu Bello Stadium) یک ورزشگاه در نیجریه است که در کادونا واقع شده‌است.